# Luis Ángel Firpo
Luis Ángel Firpo (11 d'octubre de 1894 - 7 d'agost de 1960) va ser un boxejador argentí, conegut popularment com El Toro Salvaje de Las Pampas i considerat el pare de la boxa professional a l'Argentina.

## Biografia
Firpo va començar la seva trajectòria professional el 1917 i, després del segon combat, va decidir viatjar fins a Montevideo, amb l'objectiu de lluitar contra el boxejador uruguaià Ángel Rodríguez, qui en aquella època era el campió sud-americà de la categoria de pes semipesant i que tenia 25 victòries i cap derrota.
Tot i ser més avantatjat que Rodríguez, qui només era semipesant, Firpo va ser dominat fàcilment per l'experimentat boxejador uruguaià, el qual va deixar fora de combat a Firpo durant el primer assalt.
Ja recuperat d'aquesta derrota, Firpo va obtenir sis victòries consecutives, abans de ser derrotat per segona vegada el 1919, durant el combat contra Dave Mills defensant el títol sud-americà de pes semipesant. També va perdre un combat contra el boxejador xilè Arturo Godoy.
El 14 setembre de 1923 va enfrontar a Jack Dempsey durant l'anomenada lluita del segle pel títol mundial de pes complet. Si bé va aconseguir llançar a Dempsey fora del quadrilàter per 17 segons, finalment va ser derrotat.
Durant la seva trajectòria, Firpo va derrotar a homes com Jess Willard, Bill Brennan, Homer Smith, Charley Weinert, Erminio Spalla, Al Reich, Dave Mills, Jack Herman i Walter Lodge.
Firpo tenia un palmarès de 40 combats professionals, 33 victòries (28 per K.O.) i 6 derrotes quan es va retirar de la boxa.

## Homenatge

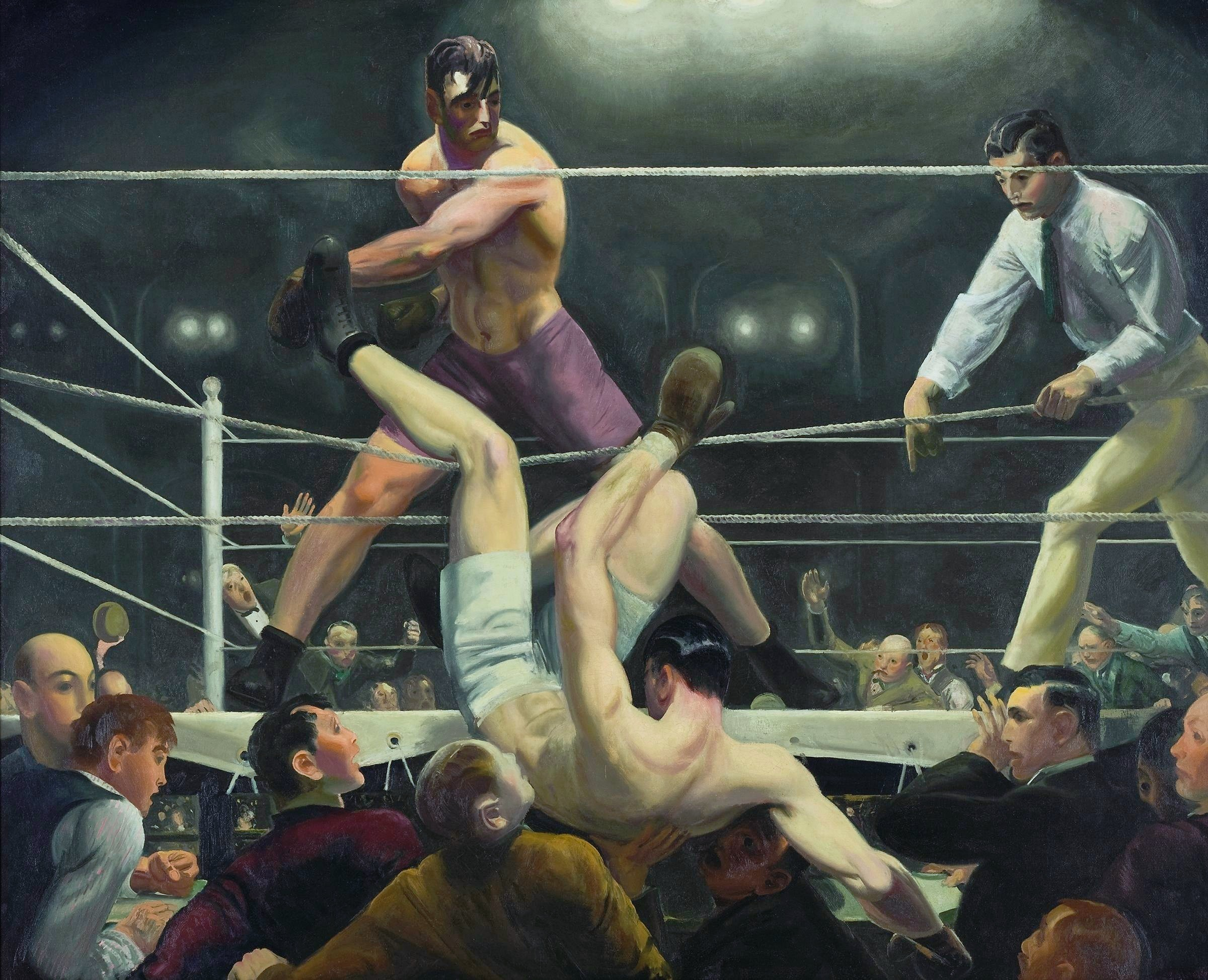
Firpo llançant Dempsey fora del ring; pintura de George Bellows.

Firpo és sovint recordat per deixar fora de combat el mític boxejador estatunidenc Jack Dempsey. Aquest combat va ser enfocat des d'un punt de vista artístic pel pintor nord-americà George Wesley Bellows en la seva famosa pintura de 1924, Dempsey & Firpo.
A Junín, la seva ciutat de naixença, hi ha un carrer que porta el seu nom. El club de futbol salvadorenc Club Deportivo Luis Angel Firpo també va rebre aquest nom en memòria seva, per haver estat un dels boxejadors més destacats d'Amèrica Llatina, i el primer ibero-americà en deixar fora de combat a Dempsey, una llegenda de la boxa mundial.
El famós escriptor argentí Julio Cortázar també va parlar de Firpo al seu llibre La vuelta al mundo en 80 días (1967).
La pel·lícula Més dura serà la caiguda, dirigida per Mark Robson i protagonitzada per Humphrey Bogart, tracta sobre el viatge de Firpo als Estats Units i del combat contra Dempsey. Finalment, l'escriptor argentí Martín Kohan escriu el 2005 la seva novel·la Segundos afuera, en la qual es relata, paral·lelament a l'acció principal, la famosa caiguda de Dempsey segon a segon, des de la perspectiva de l'àrbitre i del mateix Dempsey.